# Diócesis de Rouyn-Noranda
La diócesis de Rouyn-Noranda (en latín: Dioecesis Ruynen(sis)-Noranden(sis) y en francés: Diocèse de Rouyn-Noranda) es una circunscripción eclesiástica latina de la Iglesia católica en Canadá, sufragánea de la arquidiócesis de Gatineau. La diócesis tiene al obispo Joseph Ferdinand Guy Boulanger como su ordinario desde el 31 de enero de 2020.

## Territorio y organización
La diócesis tiene 24 352 km² y extiende su jurisdicción sobre los fieles católicos de rito latino residentes en la provincia de Quebec en parte de la región administrativa de Abitibi-Témiscamingue.
La sede de la diócesis se encuentra en la ciudad de Rouyn-Noranda, en donde se halla la Catedral de San José.
En 2020 en la diócesis existían 32 parroquias.

## Historia
La diócesis fue erigida el 29 de noviembre de 1973 con la bula Ad aptius christianorum del papa Pablo VI, obteniendo el territorio de la diócesis de Timmins.
Originalmente sufragánea de la arquidiócesis de Ottawa, el 31 de octubre de 1990 pasó a formar parte de la provincia eclesiástica de la arquidiócesis de Gatineau.

## Estadísticas
De acuerdo al Anuario Pontificio 2021 la diócesis tenía a fines de 2020 un total de 55 760 fieles bautizados.
| Año                                                                             | Población            | Población | Población      | Sacerdotes | Sacerdotes    | Sacerdotes    | Bautizados por sacerdote | Diáconos permanentes | Religiosos | Religiosos | Parroquias |
| Año                                                                             | Bautizados católicos | Total     | % de católicos | Total      | Clero secular | Clero regular | Bautizados por sacerdote | Diáconos permanentes | Varones    | Mujeres    | Parroquias |
| ------------------------------------------------------------------------------- | -------------------- | --------- | -------------- | ---------- | ------------- | ------------- | ------------------------ | -------------------- | ---------- | ---------- | ---------- |
| 1976                                                                            | 56 654               | 59 904    | 94.6           | 70         | 41            | 29            | 809                      |                      | 54         | 229        | 40         |
| 1980                                                                            | 54 738               | 56 337    | 97.2           | 61         | 37            | 24            | 897                      |                      | 49         | 194        | 44         |
| 1990                                                                            | 56 862               | 59 176    | 96.1           | 52         | 31            | 21            | 1093                     |                      | 30         | 133        | 37         |
| 1999                                                                            | 55 928               | 57 148    | 97.9           | 35         | 26            | 9             | 1597                     |                      | 15         | 90         | 37         |
| 2000                                                                            | 56 913               | 58 946    | 96.6           | 31         | 25            | 6             | 1835                     |                      | 10         | 86         | 37         |
| 2001                                                                            | 59 908               | 61 538    | 97.4           | 31         | 24            | 7             | 1932                     |                      | 10         | 86         | 39         |
| 2002                                                                            | 60 759               | 62 453    | 97.3           | 31         | 25            | 6             | 1959                     |                      | 9          | 82         | 37         |
| 2003                                                                            | 59 441               | 61 758    | 96.2           | 34         | 26            | 8             | 1748                     |                      | 9          | 86         | 41         |
| 2004                                                                            | 58 901               | 60 503    | 97.4           | 33         | 24            | 9             | 1784                     |                      | 10         | 84         | 39         |
| 2010                                                                            | 59 832               | 64 805    | 92.3           | 26         | 18            | 8             | 2301                     |                      | 9          | 86         | 35         |
| 2014                                                                            | 62 400               | 67 900    | 91.9           | 26         | 21            | 5             | 2400                     |                      | 6          | 56         | 35         |
| 2017                                                                            | 60 200               | 65 490    | 91.9           | 27         | 22            | 5             | 2229                     |                      | 6          | 55         | 35         |
| 2020                                                                            | 55 760               | 61 090    | 91.3           | 18         | 17            | 1             | 3097                     |                      | 1          | 49         | 32         |
| Fuente: Catholic-Hierarchy, que a su vez toma los datos del Anuario Pontificio. |                      |           |                |            |               |               |                          |                      |            |            |            |

## Episcopologio
- Jean-Guy Hamelin † (29 de noviembre de 1973-30 de noviembre de 2001 retirado)
- Dorylas Moreau † (30 de noviembre de 2001-25 de junio de 2019 renunció)[3]
- Joseph Ferdinand Guy Boulanger, desde el 31 de enero de 2020[4]